# 여영국
여영국(余永國, 1965년 1월 28일~)은 대한민국의 노동운동가 출신 정치인으로, 제20대 국회의원, 정의당 당대표(2021~2022)를 지냈다.
금속산업연맹(현 전국금속노동조합 전신) 조직국장을 지냈고, 제9대·제10대 경상남도의원을 역임하였다. 
2004년 민주노동당에 입당해 정치 활동을 시작했으며 이후 진보신당, 노동당을 거쳐 정의당으로 당적을 옮겼다.
노회찬 의원의 사망으로 2019년 4월 3일 치러진 창원시 성산구 국회의원 보궐선거에서 여론조사를 통해 더불어민주당 권민호 후보를 꺾고 단일후보로 선출되었으며, 자유한국당 강기윤 후보를 504표 차이로 제치고 제20대 국회의원에 당선되었다.
2021년 3월 23일 정의당 대표 보궐선거에서 92.8%의 득표율로 당선되었다. 2022년 6월 2일, 제8회 전국동시지방선거의 결과와 관련하여 여영국 대표를 포함하여 대표단 전원이 사퇴하였다.

## 경력
- 금속산업연맹 (현 전국금속노동조합 전신) 통일중공업지회 조합원
- 금속산업연맹 조직국장
- 카드수수료인하 경남운동본부 집행위원장
- 안민중학교 운영의원회 부위원장
- 2006.07~2007.07 민주노동당 경남도당 부위원장
- 민주노동당 경남도당 비정규직 철폐운동 본부장
- 진보신당 창원터널무료화 추진위원장
- 국제기아질병문맹퇴치기구 JTS 후원회원
- 유기농전문매장 한마음공동체 반송점 대표
- 2009.12~2013.07 진보신당 경남도당 창원시 당원협의회 위원장
- 2010.07~2014.06 제9대 경상남도의회 의원
- 2010.07~2012.07 제9대 경상남도의회 전반기 경제환경위원회 위원
- 2010.07~2012.07 제9대 경상남도의회 전반기 예산결산특별위원회 위원장
- 2012.07~2014.06 제9대 경상남도의회 후반기 기획행정위원회 위원
- 2012.07~2014.06 제9대 경상남도의회 후반기 예산결산특별위원회 위원
- 경남 장애인차별상담네트워크 법률자문위원
- 베트남 장학회 운영위원
- 경남여성회 후원회장
- 경남육아종합지원센터 운영위원
- 사파중학교 운영위원장
- 2013.07~2015.07 노동당 경남도당 부위원장
- 2014.07~2018.06 제10대 경상남도의회 의원
- 2014.07~2016.07 제10대 경상남도의회 전반기 교육위원회 위원
- 2014.07~2016.07 제10대 경상남도의회 전반기 의회운영위원회 위원
- 2014.07~2016.07 제10대 경상남도의회 전반기 예산결산특별위원회 위원
- 2016.07~2018.06 제10대 경상남도의회 후반기 경제환경위원회 위원
- 2016.07~2018.06 제10대 경상남도의회 후반기 예산결산특별위원회 위원
- 대방중학교 운영위원장
- 2017 정의당 심상정 대통령 후보 상임 경남도당 선거대책본부장
- 2017.07~2019.07 정의당 경남도당 위원장
- 2017.07~2019.07 경상남도 장애청소년 문화교육진흥센터
- 2018 노회찬 국회의원 후보 선대본부장
- 정의당 당대회 의장
- 2019.01~노회찬재단 이사
- 무상급식 경남운동본부 공동대표
- 대암고등학교 운영위원장
- 2019.04~2020.05 제20대 국회의원(경남 창원시 성산구, 정의당)
- 2019.04~2020.05 제20대 국회 후반기 교육위원회 위원
- 2019.08~2020.05 제20대 국회 후반기 여성가족위원회 위원
- 2019.07~2019.09 제20대 국회 후반기 예산결산특별위원회 위원
- 2019.06~2020.05 정의당 원내대변인
- 2019.07~ 정의당 경남도당 창원시 성산구 지역위원회 위원장
- 2021.03~2022.06 제6대 정의당 대표

## 범죄전력
- 폭력행위등처벌에관한법률위반: 징역 1년, 집행유예 2년 - 1986년 8월 14일 선고[6], 1987년 7월 10일 특별사면[출처 필요]
- 노동쟁의조정법위반: 징역 1년 6월 - 1990년 1월 30일 선고[6], 1995년 8월 15일 특별복권사면[출처 필요]
- 대통령선거법위반: 벌금 1,000,000원 - 1994년 12월 1일 선고[6], 1998년 8월 15일 특별복권사면[출처 필요]
- 일반교통방해, 폭력행위등처벌에관한법률위반, 집회및시위에관한법률위반: 징역 1년 6월, 집행유예 2년 - 2001년 8월 3일 선고[6]
- 집회및시위에관한법률위반: 벌금 1,000,000원 - 2002년 11월 20일 선고[6], 2003년 4월 30일 형사면특별복권[출처 필요]

### 두산중공업 집단 폭력행위
2003년 2월 25일 오후 3시 30분 경 두산중공업의 해고 노동자 장웅표, 한삼수가 두산중공업 중문 쪽 철조망에 현수막을 달려고 시도하자 두산중공업의 경비원들이 달려와 현수막을 철거하려고 하였다. 이 때 장웅표는 노조 사무실에 연락해 홍지욱 조직부장 등 2명이 차를 몰고 도착하였다. 홍지욱은 두산중공업이 퇴거 가처분 신청을 한 인물로서, 경비원들은 무단 출입을 이유로 홍지욱을 차에서 끌어내리려 시도하자 노동조합원 30여명이 달려와 저항하는 과정에서 홍지욱이 시멘트 바닥에 넘여져 한동안 실신 상태를 보였다.
오후 7시 경 노동조합원들은 경비원들이 폭력을 행사했다며 항의하였고, 여영국 금속노조 경남본부 조직부장은 민주노총 경남본부와 함께 노조원 250여명을 두산중공업 앞으로 집결시켜 공동으로 경비원 51명을 폭행하고 회사정문 경비실 유리창 및 책상, 컴퓨터, 사무용 집기를 파손하는 등의 행위를 벌였다.
2003년 5월 28일 창원지방검찰청은 여영국의 사전구속영장을 발부했으며, 2003년 5월 31일 여영국은 경찰에 자진 출두한 뒤 구속되었다.
2003년 7월 8일 창원지방법원은 여영국에게 징역 3년을 선고하였다.
2003년 11월 4일 항소심 재판부인 창원지방법원 형사항소1부는 원심판결을 파기하고 여영국에게 공무상표시무효, 일반교통방해, 폭력행위등처벌에관한법률위반, 집회및시위에관한법률위반 혐의로 징역 2년 6월, 집행유예 4년, 사회봉사명령 200시간을 선고하였고, 구속기소되었던 여영국은 석방되었다.

### 폭력 쟁의행위 선동으로 업무방해
2003년 1월 경상남도 창원시 귀곡동 두산중공업에서 근로자 분신사태가 발생하자, 여영국은 전국금속노조 경남본부 조직부장으로서 민주노총 경남본부와 분신사망대책위원회를 구성하고, 2003년 2월까지 두산중공업의 근무시간 내 집회를 개최하거나 파업을 선동해 두산중공업 조합원들에게 근로제공을 거부하게 하고 집회로 인한 소음으로 회사의 정상적인 생산 업무를 방해하였다.
2004년 7월 9일 창원지방법원 제4형사단독은 여영국에게 업무방해, 폭력행위등처벌에관한법률위반(야간·공동상해), 폭력행위등처벌에관한법률위반(야간·공동주거침입), 폭력행위등처벌에관한법률위반(야간·공동퇴거불응), 폭력행위등처벌에관한법률위반(야간·공동손괴) 혐의로 벌금 300만원을 선고하였다.

### 진주의료원 폐쇄 관련 미신고 집회 개최
2013년 경상남도의회 의원이던 여영국은 진주의료원 폐쇄 철회를 요구하며 4월 2일부터 8일까지 경상남도청 앞 중앙현관 계단에서 단식 농성을 벌이는 등 미신고 집회를 개최했다.
경상남도는 여영국을 집회및시위에관한법률위반 혐의로 창원중부경찰서에 고발했다.
2013년 창원지방검찰청은 여영국을 집회및시위에관한법률위반 혐의로 기소유예 처분했다.

## 저서
- "창원지역 자영업실태보고서"
- 2014.02.21 "상남동사람들(자영업자 그들의 빛과 그림자)"
- 2018.03.05 "쪽박은 깨지마라(여영국 페이스북 일기)"
- 2019.11.22 "여영국의 만인보(萬人步)"

## 역대 선거 결과
|  | 50.78% |

|  | 51.90% |

|  | 32.51% |

|  | 45.75% |

|  | 34.89% |

|  | 4.01% |

|  | 7.91% |